# Trichostomum vancouveriense
Trichostomum vancouveriense là một loài rêu trong họ Pottiaceae. Loài này được (Broth.) Kindb. mô tả khoa học đầu tiên năm 1891.